# Blandfordia
Genre
Classification phylogénétique
Blandfordia est un genre de plantes monocotylédones de la famille des Liliaceae selon la classification classique, ou de celles des Blandfordiaceae selon la classification phylogénétique APG II.
Ce sont des plantes herbacées, pérennes, généralement à rosette, tubéreuses ou à racine épaissie, aux inflorescences en racèmes. Cette famille est endémique d'Australie et de Tasmanie.

## Étymologie
Le nom du genre a été donné en hommage au collectionneur John Spencer-Churchill (1766-1840) connu sous le nom de marquis de Brandford jusqu'en 1817.

## Liste des espèces
Quatre espèces sont actuellement acceptées dans ce genre :
- Blandfordia cunninghamii Lindl.
- Blandfordia grandiflora R.Br.
- Blandfordia nobilis Sm.
- Blandfordia punicea (Labill.) Sweet